# Schletzer
Schletzer är en svensk adelsätt.
Schletzer introducerades 1654 i Sveriges Riddarhus som nummer 565. 
Johan Schletzerus härstammade från en släkt i Tyskland. Han blev medicine doktor vid ett utländskt universitet och tjänstgjorde som medikus hos konung Gustaf II Adolf innan han blev livmedikus hos drottning Maria Eleonora.

## Adolf Fredrik Schletzer
Han föddes 1615 i Schwerin i Mecklenburg. Han var son till livmedikusen Johan Schletzerus åt drottning Maria Eleonora. Adolf Fredrik Schletzer var hovråd hos kurfursten av Brandenburg och hans resident i svenska hovet. Han blev krigsråd åt Gustaf II Adolf i Preussen. 
Adolf Fredrik Schletzer gifte sig 28 april 1646 i Stockholm med Elisabet Robertsson von Struan, dotter av arkiatern Jakob Robertsson och Margareta Blom. De fick tillsammans barnen Fredrik Vilhelm Schletzer (född 1649), Christina Schletzer (död 1704) som var gift med brukspatronen Markus Reenstierna och sidenfabrikören Valentin Toutin och Locretia Margareta Schletzer